# アメウタ ep.
「アメウタ ep.」（あめうた・イーピー）は、日本のR&BグループのSkoop On Somebodyが2010年6月30日にリリースした通算37枚目（Skoop On Somebodyとしては29枚目）のシングル。

## 概要
「雨にまつわる4SONGS!」と題する通り、カップリングも含め雨に関する曲で構成されている。
『恋雨 feat. WHEE』は『潮騒』と作編曲者が同一であり、内容も近いことから、メンバーはラジオ等でこの曲を「2010年版潮騒」と表現している。
カップリングでは、八神純子、Peabo Brysonをカバー。

## 収録曲

### CD
作詞・作曲・編曲：S.O.S.（特記以外）
1. 恋雨 feat. WHEE
  - 作詞：新堂冬樹　作曲：清水昭男　編曲：鈴木雅也（GROUND BASE）
2. Summer Precious!
  - 編曲：Tsuchie
3. みずいろの雨
  - 作詞：三浦徳子　作曲：八神純子
4. CAN YOU STOP THE RAIN
  - 作詞・作曲：Walter N Afanasieff & John Bettis

### 初回生産限定盤DVD
1. 恋雨 -Piano & Voice- VIDEO CLIP